# Кевин Рад
Кевин Мајкл Рад (енгл. Kevin Michael Rudd; 21. септембар 1957) је бивши премијер Аустралије и вођа Аустралијске радничке партије. Под његовим вођством, Радничка партија је победила на изборима за федерални парламент 24. новембра против главног противника, коалиције Либералне и Националне партије која је била на власти претходних 10 година под Џоном Хауардом. Влада Кевина Рада је 3. децембра званично оформљена на церемонији постављења од стране генералног гувернера Мајкла Џефрија. Његова заменица на месту премијера, Џулија Гилард, сазвала је ванредне партијске изборе у јуну 2010. на којима је и победила а тиме постала и прва премијерка Аустралије, сменивши Кевина Рада. Кевин Рад је премијер који се најкраће задржао на тој позицији. Од септембра 2010, налазио се на функцији министра спољних послова Аустралије. У јуну 2013. успео је да поврати премијерско место сменивши Џулију Гилард унутар партије али је изгубио савезне изборе. Задржао је посланичко место.
Кевин Рад је рођен у северном делу државе Квинсленд где је и одрастао. У средњој школи је проглашен за ђака генерације. Радов отац, фармер и члан Сељачке партије, умро је када му је било 11 година и због тога је породица приморана да се одсели са фарме. Прикључио се партији са 15 година, 1972. године.
Студирао је на Аустралијском националном универзитету у Канбери и дипломирао у области азијских студија на смеру за кинески језик и историју, када је усвојио и кинески псеудоним Лу Кевен (кин: 陸克文).
Осим што је радио као посланик Кевин Рад је радио и у амбасадама Аустралије у Стокхолму и Пекингу.
Прва одлука након постављења на место премијера била је потписивање Протокола из Кјота што је претходна влада одбијала да учини.
Оженио се 1981. са Терезом Рејн са којом има троје деце - Џесику (1984), Николаса (1986) и Маркуса (1993).